# Ibolyás pókhálósgomba
Az ibolyás pókhálósgomba (Cortinarius salor) a pókhálósgombafélék családjába tartozó, Európa és Észak-Amerika fenyveseiben, bükköseiben honos, ehető gombafaj.

## Megjelenése
Az ibolyás pókhálósgomba kalapja 3-8 cm széles, eleinte félgömb alakú, majd domborúan, idősen laposan kiterül, közepén néha lapos púppal. Felszíne nyálkás. Színe fiatalon élénk kékes-ibolyás, később a közepétől kezdve sárgásszürkévé változik. 
Húsa fehéres, a tönk csúcsán lilás. Szaga és íze nem jellegzetes. 
Sűrű lemezei tönkhöz nőttek. Színük fiatalon lila, majd megbarnulnak, éretten rozsdabarnák lesznek. A fiatal lemezeket kékes-lilés, pókhálószerű kortina védi. 
Tönkje 6-10 cm magas és 1-2 cm vastag. Töve bunkósan megvastagodott. Felszíne nyálkás. Színe fiatalon lilás, később fehéres.
Spórapora rozsdabarna. Spórája majdnem kerek, felszíne durván rücskös, mérete 7,5-10 x 6-8,5 µm.

### Hasonló fajok
A sárgáskék pókhálósgomba, a kéktönkű pókhálósgomba, a kéklemezű pókhálósgomba hasonlíthat hozzá.

## Elterjedése és termőhelye
Európában és Észak-Amerikában honos. 
Meszes talajú, hegyi fenyvesekben, bükkösökben található meg. Augusztustól novemberig terem.

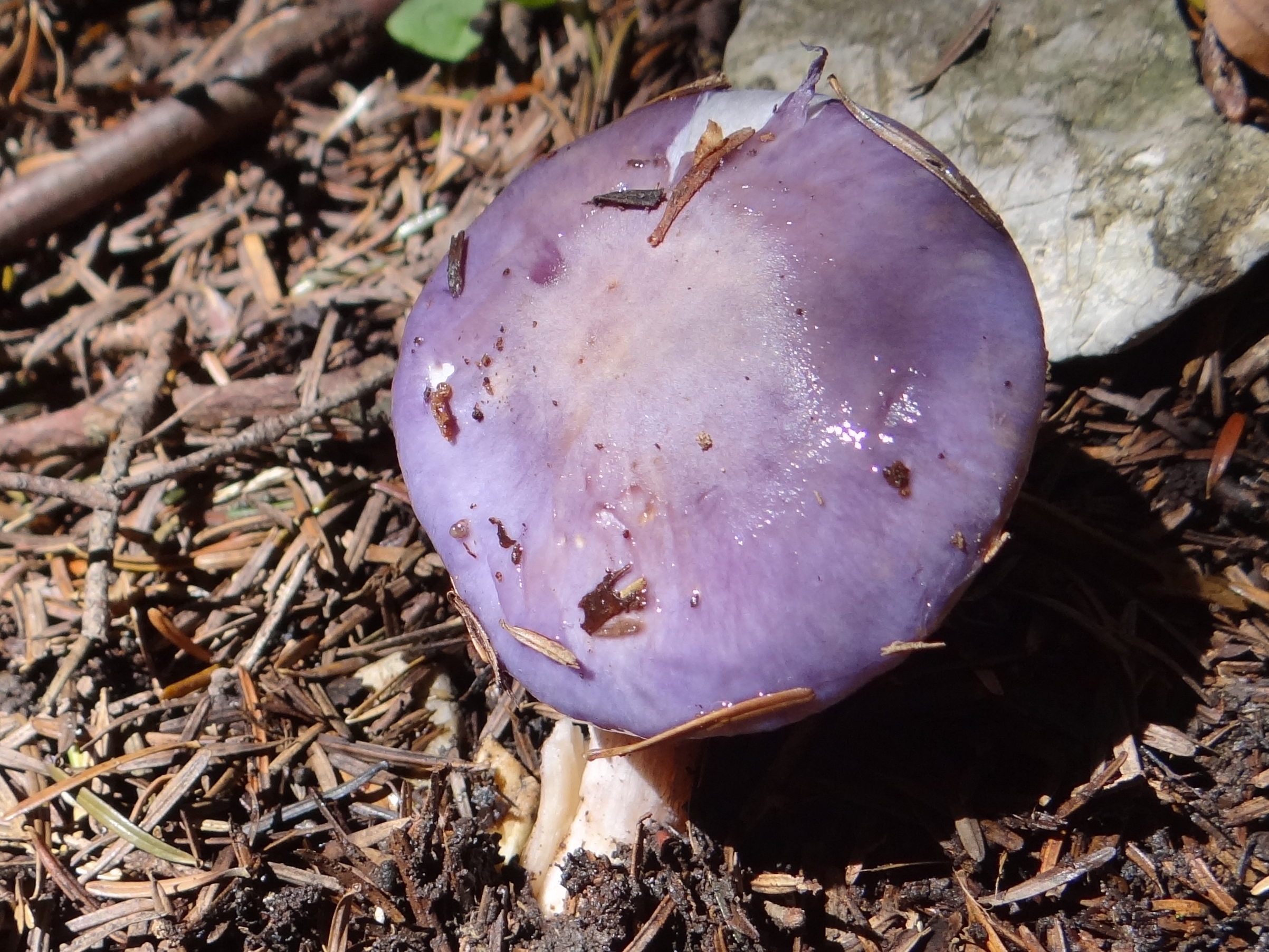
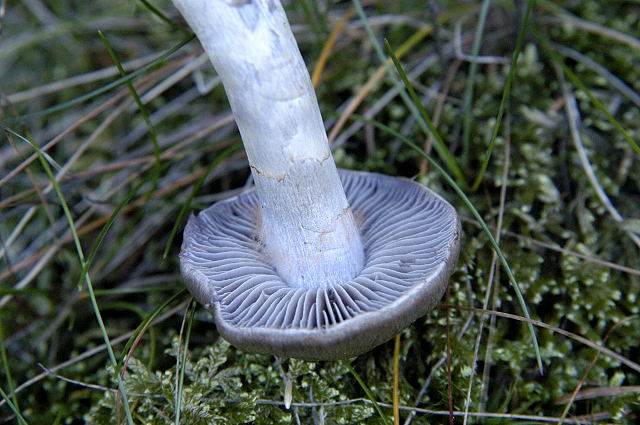
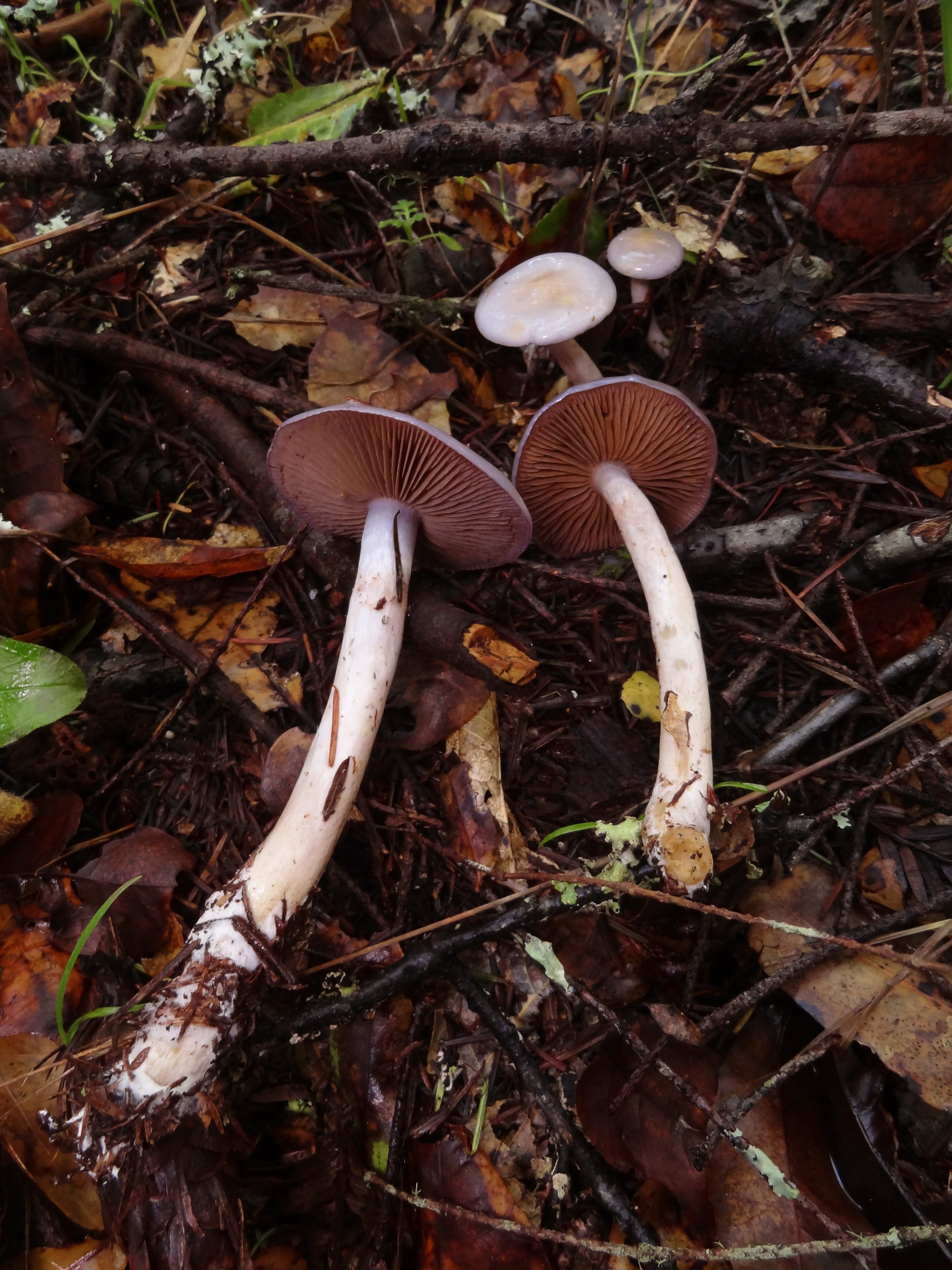
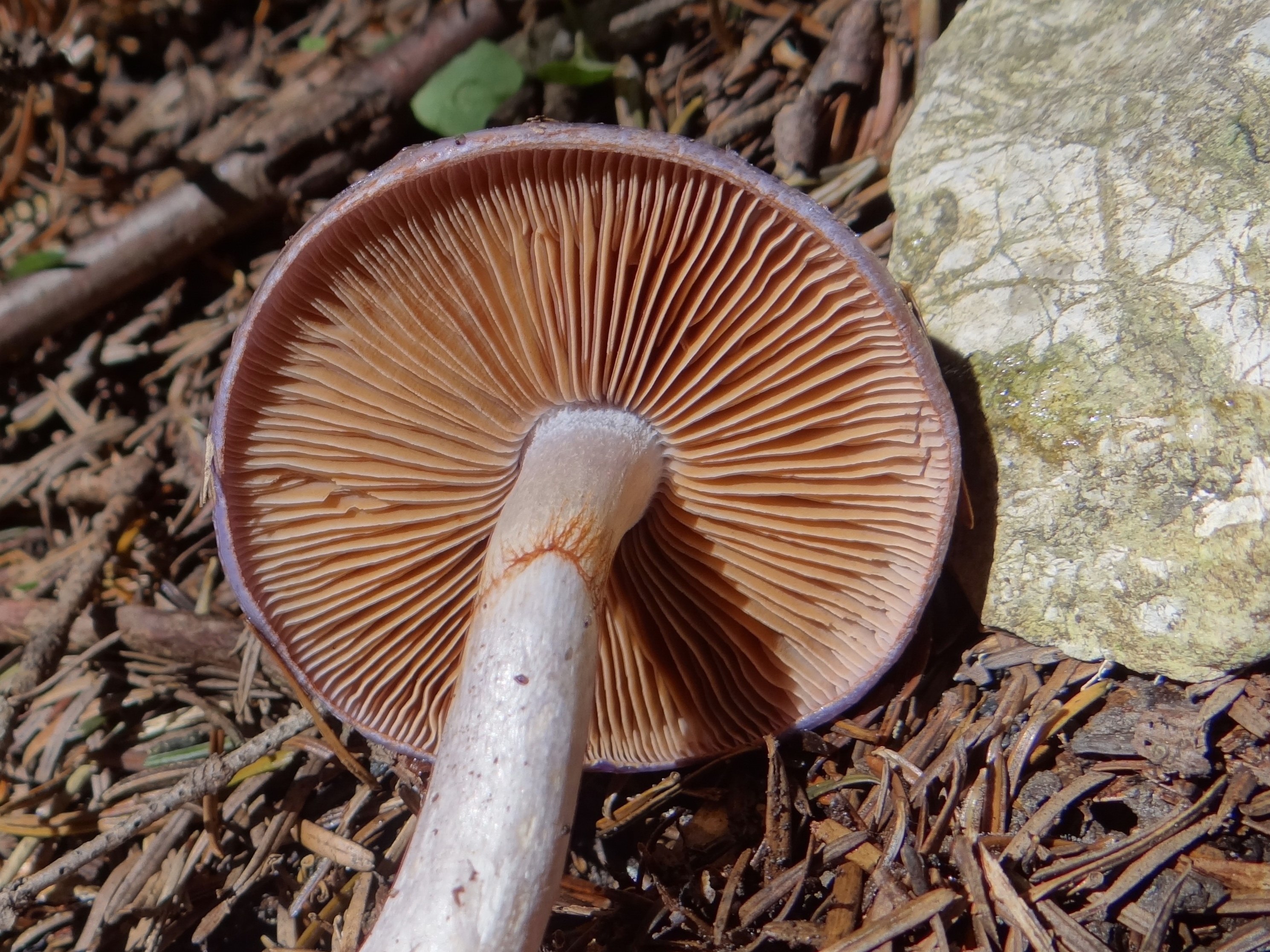
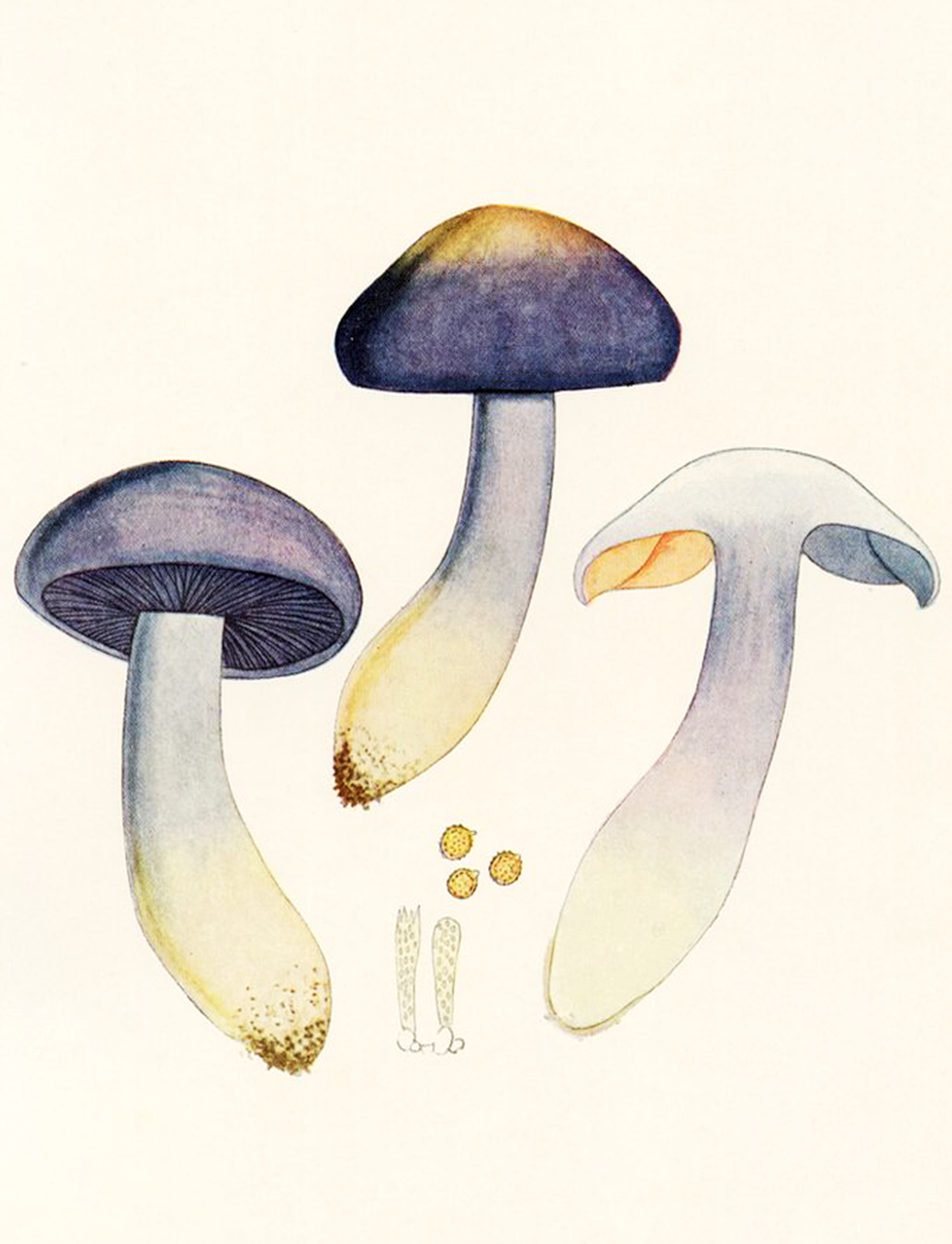

Ehető, de igen ritka.